# Туолетін (річка)
Туо́летін (англ. Tualatin) — річка в штаті Орегон (США), ліва притока річки Вілламетт.
Довжина річки — 134 км, площа водозбору — 1 844 км², середній стік води — 41 м³/с.
У сточищі річки мешкає приблизно 600 тисяч осіб. Долина річки багата на виноградники. За великою кількістю підприємств легкої та важкої промисловості (у тому числі найбільшим заводом у світі Інтел у Гілсборо) долину Туолетіну ще називають «Силіконовим лісом».
Над річкою розташовані міста Гастон, Форест-Гроув, Гілсборо, Тайгард, Шервуд, Туолетін та Вест-Лінн.
Річка названа за назвою американського індіанського племені атфалаті (або тюалатин), яке є частиною народу Калапуйя. Ранні колоністи називали річку Кволіті (Якісною).
| США | Це незавершена стаття з географії США. Ви можете допомогти проєкту, виправивши або дописавши її. |

1. ↑  https://trwc.org/assets/science-library/tualatin_scoggins_wa.pdf — С. 1.
2. ↑  https://trwc.org/assets/science-library/Dairy-McKay-Watershed-Analysis-1999.pdf — С. 1.
3. 1 2  https://trwc.org/assets/science-library/Middle-Tualatin-Rock-Creek-Watershed-Analysis-2001-ver-3.pdf
4. 1 2  Chicken Creek